# Walter Bentley Woodbury

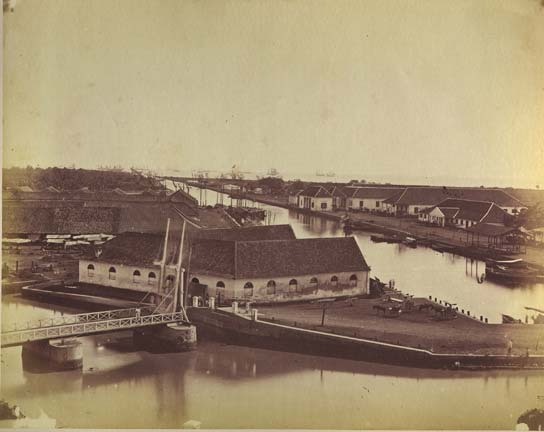
Woodbury and Page: Přístavní kanál, Batavia, asi 1870, albuminový stříbrný tisk

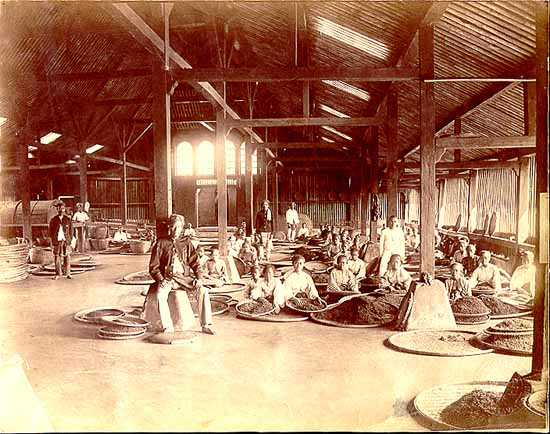
Woodbury and Page: Interiér výrobny čaje, Preanger, Java, asi 1865, albuminový stříbrný tisk

Walter Bentley Woodbury (26. června 1834 Manchester Anglie – 5. září 1885, Margate) byl vynálezce a průkopník fotografie v Anglii. Byl jedním z prvních fotografů Austrálie a Nizozemské východní Indie (dnes součást Indonésie). Patentoval také četné vynálezy týkající se různých aspektů fotografie, jeho nejznámější inovací je fotomechanický proces woodburytypie.

## Mládí
Walter B. Woodbury se narodil v anglickém Manchesteru 26. června 1834. Jako student stavebního inženýrství v Manchesteru sestrojil vlastní cameru obscuru z krabice na doutníky a brýlových čoček.

## Fotografie v Austrálii, na Dálném východě, Javě a v Londýně
V roce 1851 Woodbury, který byl již profesionálním fotografem, odešel do Austrálie a brzy našel práci v technickém oddělení melbournské vodárny. Fotografoval výstavbu potrubí a dalších vodních děl, jakož i různých budov v Melbourne. Za své fotografie získal medaili v roce 1854.
Někdy v polovině 50. let se Woodbury setkal s emigrantským britským fotografem Jamesem Pagem. V roce 1857 oba opustili Melbourne a odstěhovali se do Batavie (dnešní Jakarta) v Nizozemské východní Indii. Tam dorazili 18. května 1857 a ještě tentýž rok založili společnost Woodbury & Page.
Během většiny roku 1858 firma Woodbury & Page fotografovala ve střední a východní Jávě, zhotovili velkoformátové snímky s výhledem na zničené chrámy nedaleko Surakarty a řadu dalších subjektů až do 1. září toho roku.. Po jejich výpravě na Javu se 8. prosince 1858 Woodbury a Page vrátili do Batávie.
V roce 1859 se Woodbury vrátil do Anglie zajistit pravidelné dodávky fotografických materiálů pro své fotografické studio a uzavřel smlouvu s londýnskou firmou Negretti and Zambra na distribuci fotografií Woodbury & Page v Anglii.
Woodbury se vrátil na Javu v roce 1860 a po většinu roku cestovali po střední a západní Javě nejen s Pagem, ale také s Waltrovým bratrem Henrym Jamesem Woodburym (1836–1873), který přijel do Batavie v dubnu 1859..
Dne 18. března 1861 se firma Woodbury a Page přestěhovala do nových prostor a studio bylo přejmenováno na Photographisch Atelier Walter van Woodbury, známé také jako Atelier Woodbury. Firma prodávala portréty, pohledy na Javu, stereofotografie, fotoaparáty, objektivy, fotografické chemikálie a další fotografické potřeby. Tyto prostory využívala firma až do roku 1908, kdy byla společnost rozpuštěna..
Během své kariéry produkoval Woodbury topografické, etnografické a především portrétní fotografie. Fotografoval v Austrálii, na Javě, Sumtře, Borneu a v Londýně. I když se jednotliví fotografové Woodbury & Page identifikovali jen zřídka, v letech 1861 až 1862 Woodbury označoval své snímky občas razítkem "Fotografoval Walter Woodbury, Java" ("Photographed by Walter Woodbury, Java").

## Návrat do Anglie a vynález fotografického procesu
Na konci ledna nebo začátkem února roku 1863 Woodbury odjel z Javy zpátky do Anglie kvůli špatnému zdravotnímu stavu.
Po návratu do Anglie Woodbury vynalezl woodburytypii – fotomechanický reprodukční proces, který patentoval v roce 1864 V letech 1864 až 1885 Woodbury zaregistroval více než 30 patentů v Británii a se zahraniční platností registroval vynálezy týkající se balónové fotografie, transparentní fólie, citlivosti filmu a zlepšení v oblasti promítacích lamp a stereoskopie. Kromě svých vynálezů, Woodbury pořizoval fotografie dokumentující londýnské chudé.
V roce 1865 jeho proces woodburytypie zakoupila společnost Photo Relief Company, poté Woodbury Permanent Photographic Printing Company a následně byl prodáván celé řadě společností v Anglii a dalších zemích.

### Woodburytypie

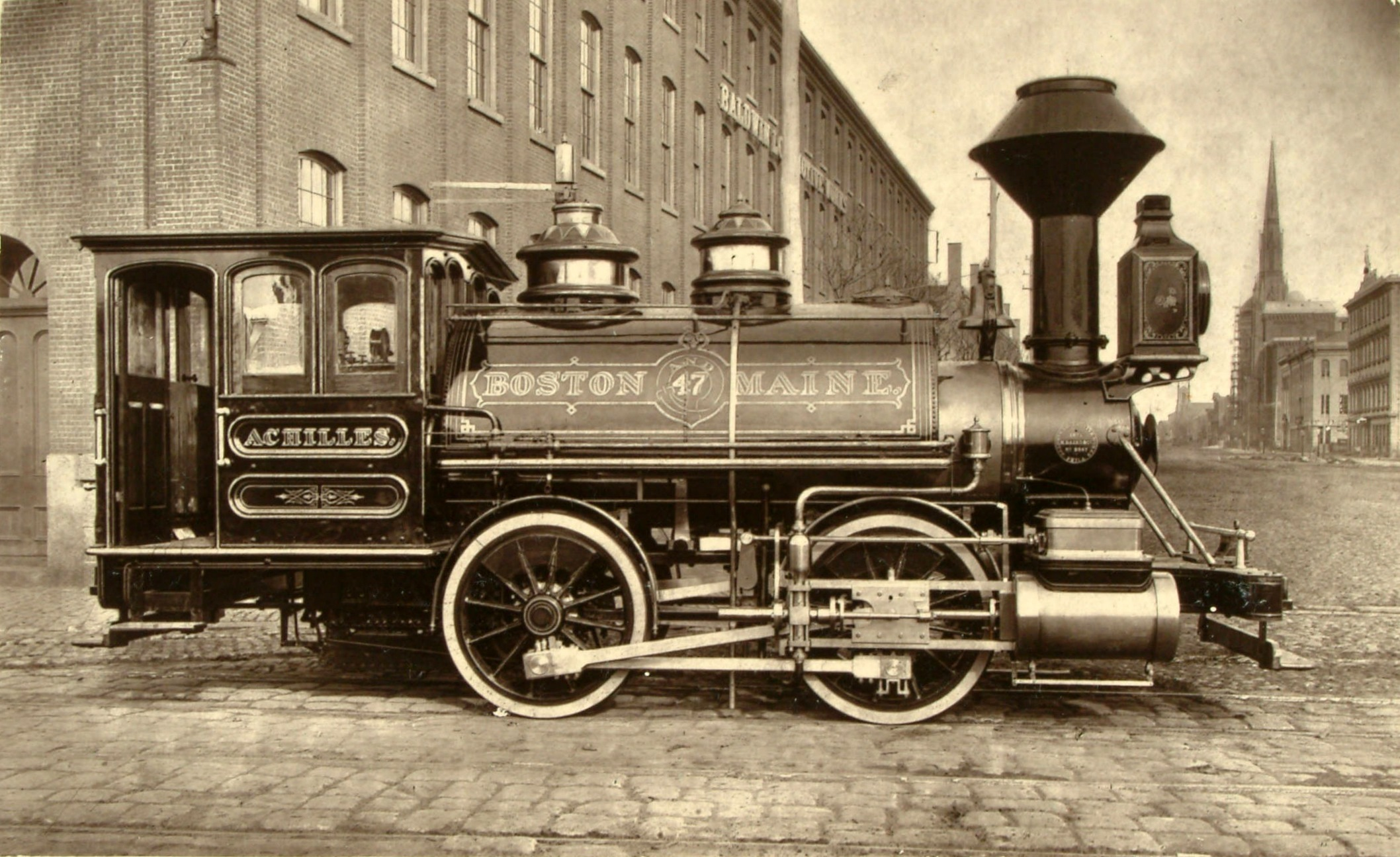
Lokomotiva Boston & Maine No. 47 "Achilles", Baldwin Locomotive Works, Filadelfie, 1871, woodburytypie

Tento proces vytváří plynule tónovaný obraz s mírným reliéfem. Z pochromovaného želatinového filmu po naexponování vznikne fotografický negativ, na kterém želatina v poměru k množství světla ztuhne. Pak se film vyvíjí v horké vodě, aby se odstranila veškerá nenaexponovaná želatina, a usuší se. Následně se lisuje olověným listem olova tlakem 5000 psi (pounds per square inch = libry na čtvereční palec; 1 psi = 6894,757 Pa). Vznikne tak hlubotisková deska. Následně se používá jako forma, která se naplní pigmentovanou želatinou. Želatinová vrstva se pak obtiskne na papírovou podložku.
Woodburytypie byla poprvé byla použita v publikaci v roce 1866 a široce rozšířena pro knižní ilustrace přibližně v letech 1870–1900.
 Byla to jediná komerčně úspěšná metoda pro tisk ilustračního materiálu, který byl schopný replikovat finesy a jemné detaily fotografie. Je to čistě mechanická metoda tisku, která produkuje věrné střední hodnoty a nepoužívá promítání obrazu nebo jinou dekonstrukční metodu.

## Smrt a památka
Walter B. Woodbury zemřel 5. září 1885 během dovolené v anglickém Margate. Byl pohřben na hřbitově Abney Park ve Stoke Newington poblíž Londýna, kde jeho rodinný památník stojí dodnes.
Barret Oliver, americký herec a fotograf, v roce 2007 vydal knihu Historie woodburytypie (ISBN 1-887694-28-5) inspirované procesem woodburytypie vynálezce Waltra Bentleyho Woodburyho, prvního úspěšného fotomechanického tiskového procesu. Také Oliver své vlastní práce reprodukuje tiskovou technikou woodburytypie.

## Galerie
Fotografie z dílny Woodbury and Page: 

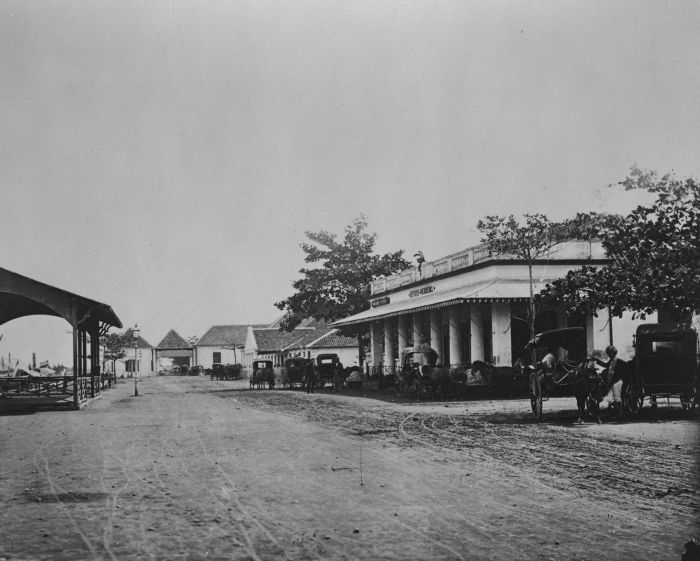
Městský hostinec poblíž přístavu, Batavia
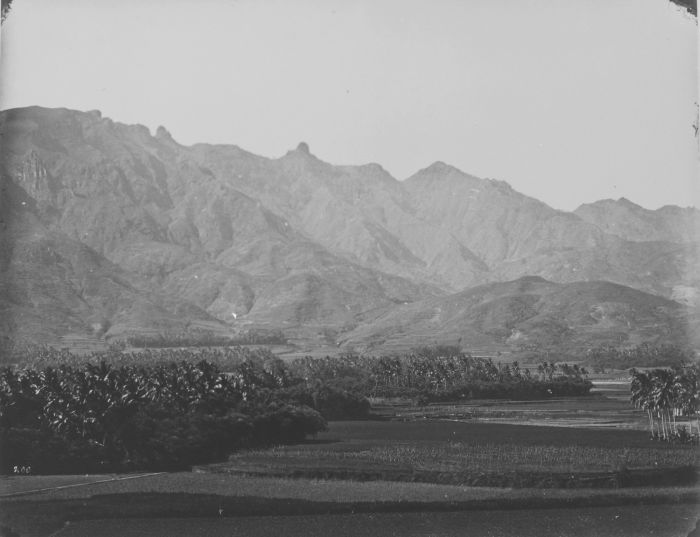
Horská krajina v okolí Borobuduru
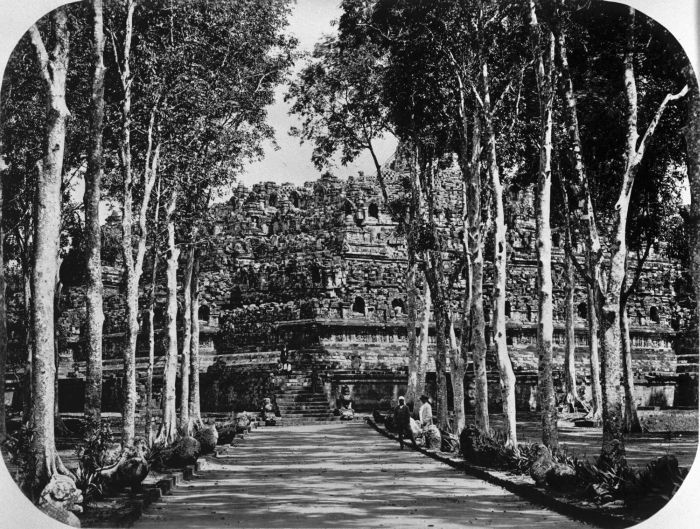
Borobudur
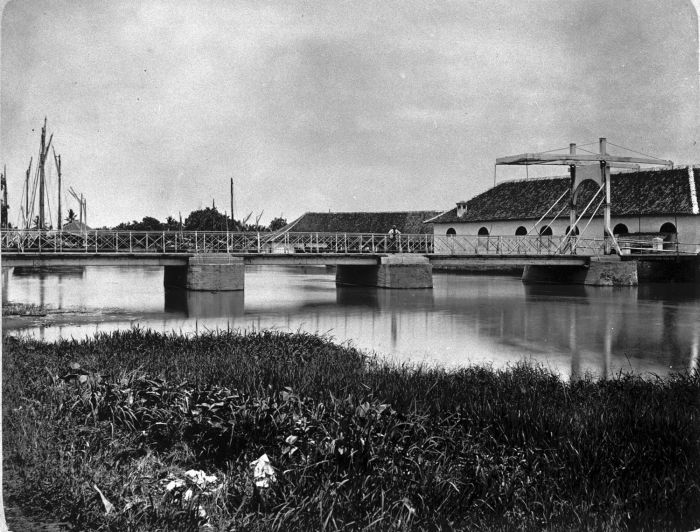
Pasar Ikan, rybí trh, Batavia
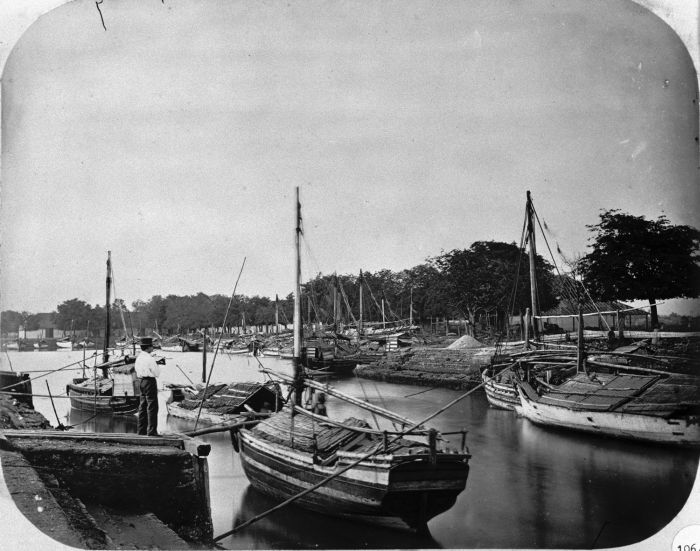
Lodě v přístavu Probolingo, asi 1875
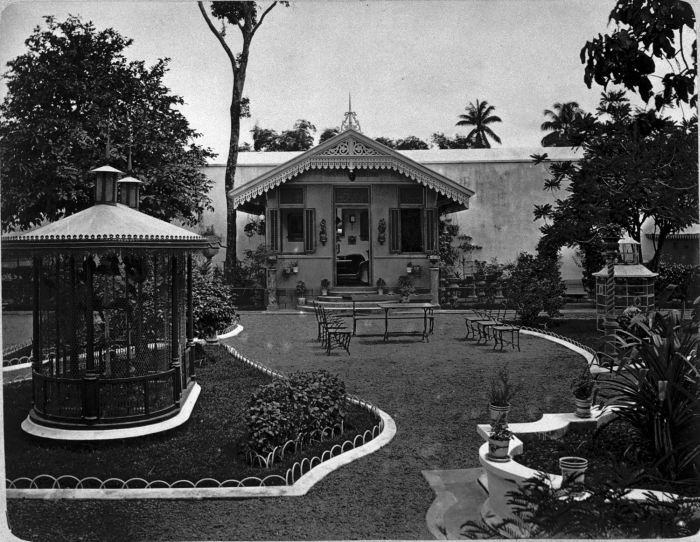
Zahrada
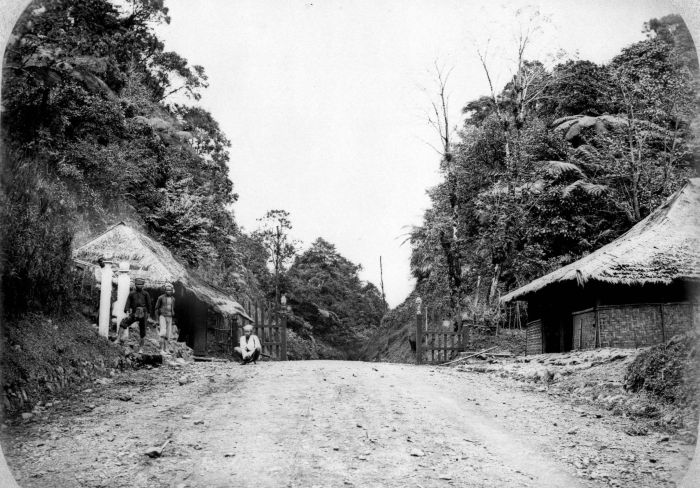
Horské silnice na Gunung Megamendung a Puncak-pas
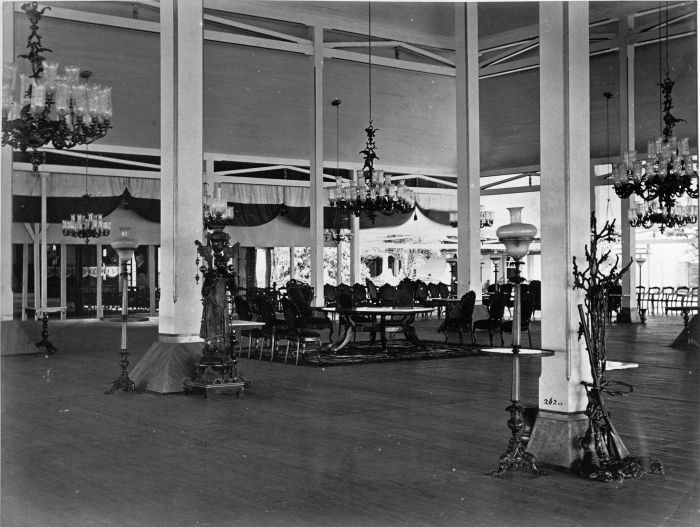
Audienční síň (pendopo) prince Mangkoe Negoro
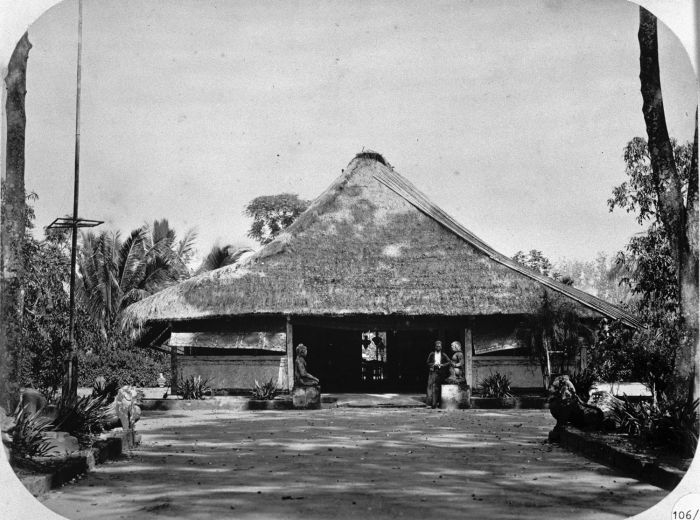
Penzion poblíž Borobuduru
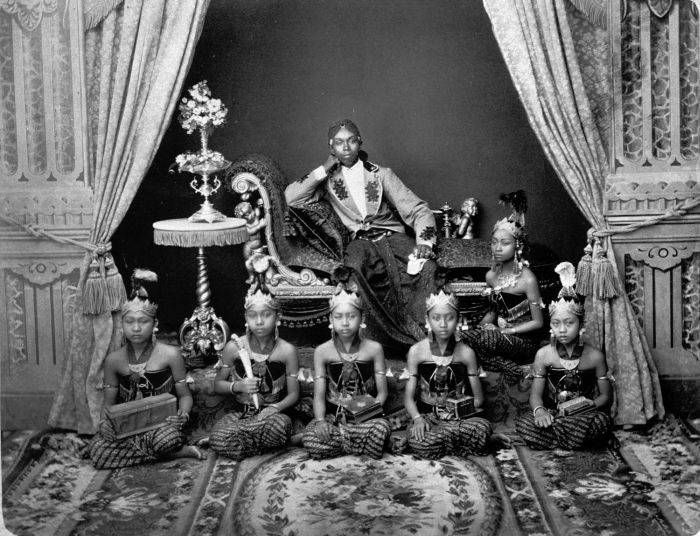
Jeden ze synů tanečníka Mangkoa Negora van Solo se svými tanečnicemi
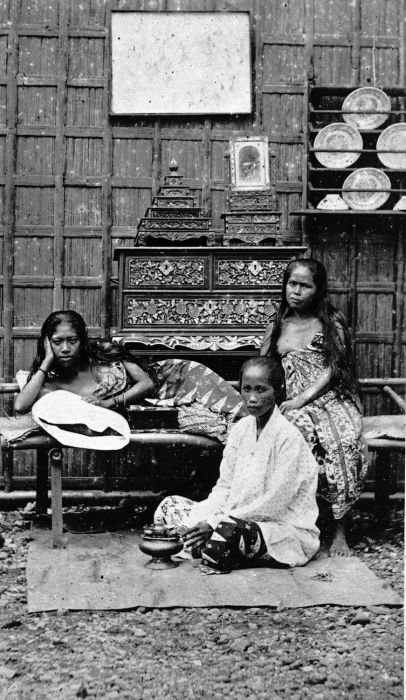
Tři mladé ženy s věnem jávské nevěsty
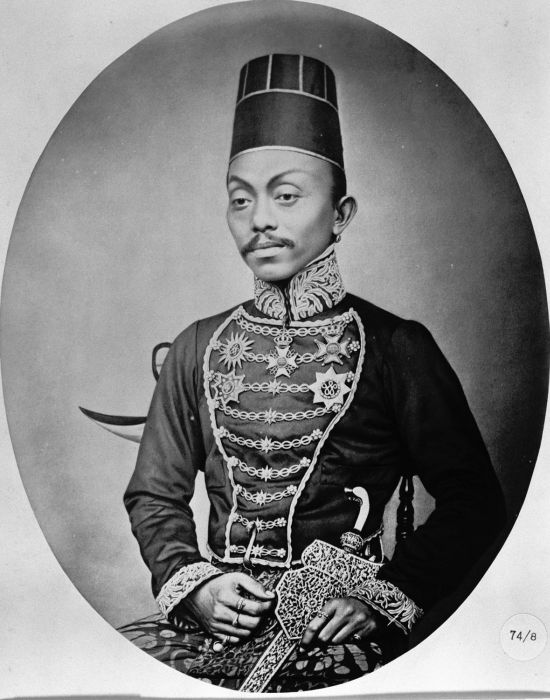
Pakoe Boewono IX, portrét
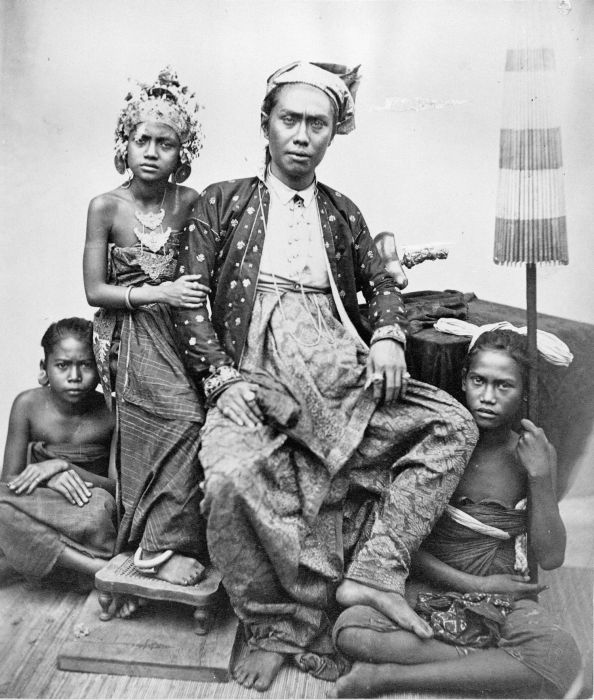
Vládce se svou dcerou
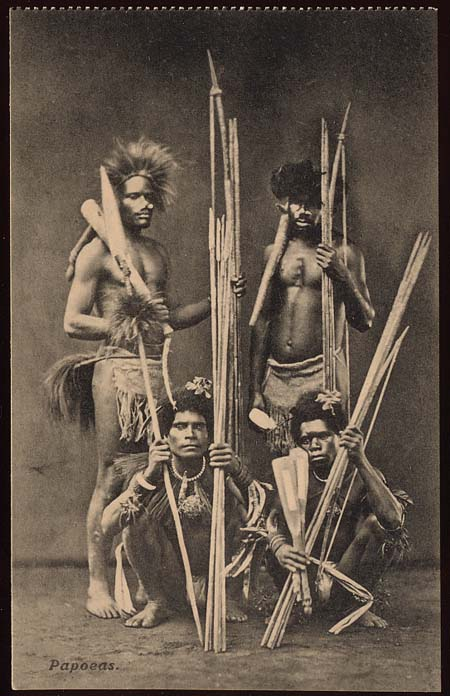
Geelvinck Bay Warriors New Guinea, 1860
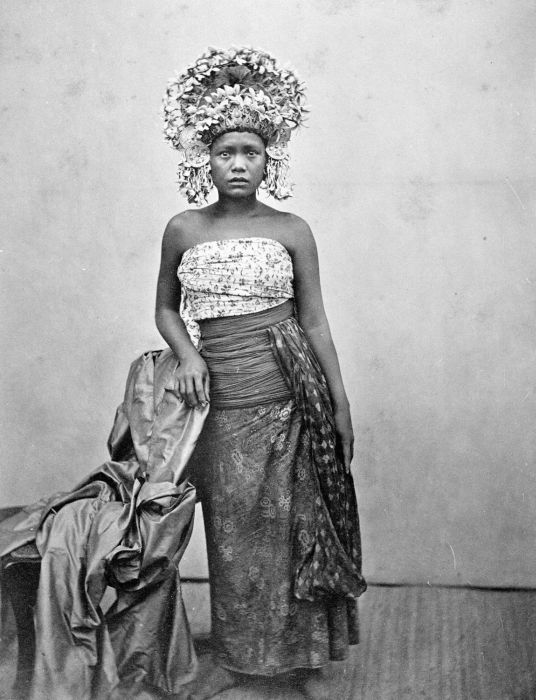
Een danseres uit Bali